# Rybczyńce
Rybczyńce (ukr. Рибчинці) – wieś na Ukrainie w rejonie chmielnickim należącym do obwodu winnickiego.
Wieś królewska Rypczynce, położona była w pierwszej połowie XVII wieku w starostwie chmielnickim w województwie podolskim.
Należały przez jakiś czas do ojców franciszkanów.
Pod koniec XIX w. na północ od miejscowości znajdowała się Worobijówka, obecnie część wsi.

## Dwór
- dwór zakrawający na pałac wybudowany po 1845 r. w stylu późnoklasycystycznym dla Mazarakich, na przełomie XIX i XX w. własność Jana Kazimierza Mazarakiego, syna Augusta i Oktawii z Czetwertyńskich. Obecnie całkowicie zniszczony[3]. Od frontu portyk z czterema kolumnami podtrzymującymi  trójkątny fronton z herbem. Wewnątrz znajdowały się m.in. obrazy Matejki Wjazd Chrobrego do Kijowa (zachowany do dziś w zbiorach prywatnych), Wyczółkowskiego, inne[4].